# Lynx Air International
Lynx Air International (mã ICAO = LXF) là hãng hàng không của Hoa Kỳ, trụ sở ở Fort Lauderdale, Florida. Hãng có các tuyến đường chở khách và hàng hóa tới vùng Trung Mỹ và vùng Caribbe. Căn cứ chính của hãng ở Sân bay quốc tế Fort Lauderdale-Hollywood.

## Lịch sử
Lynx Air International được thành lập và bắt đầu hoạt động từ năm 1989. Hãng hiện có 35 nhân viên (tháng 3/2007).

## Các nơi đến
Lynx Air International có các tuyến đường cố định tới vùng Caribbe và Trung Mỹ gồm Haiti, Cuba và Bahamas.
Tháng 2/2006 Lynx Air International mở thêm nhiều tuyến đường tới các đảo của Bahamas gồm South Andros (Congotown), và North Eleuthera. Gần đây hãng đã bãi bỏ tuyến đường tới Sân bay Treasure Cay và giảm bớt tuyến đường tới Sân bay South Bimini còn 2 chuyến mỗi tuần.

## Đội máy bay
(Tháng 3/2007):
- 3 Fairchild Metro III